# David Selenica

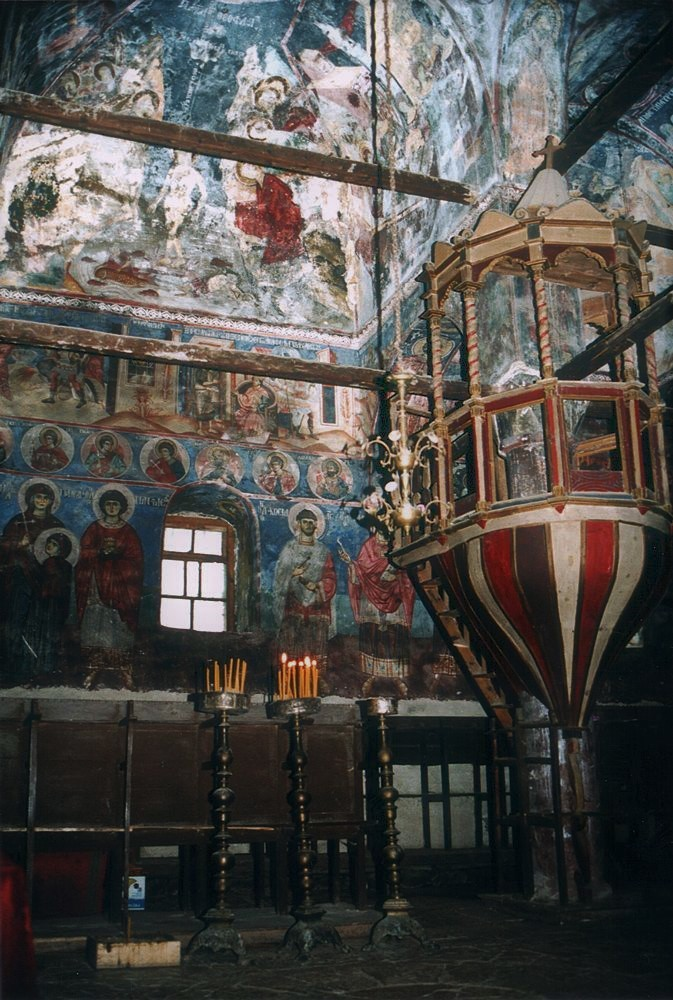
Fresken in der St. Nikolauskirche in Voskopoja

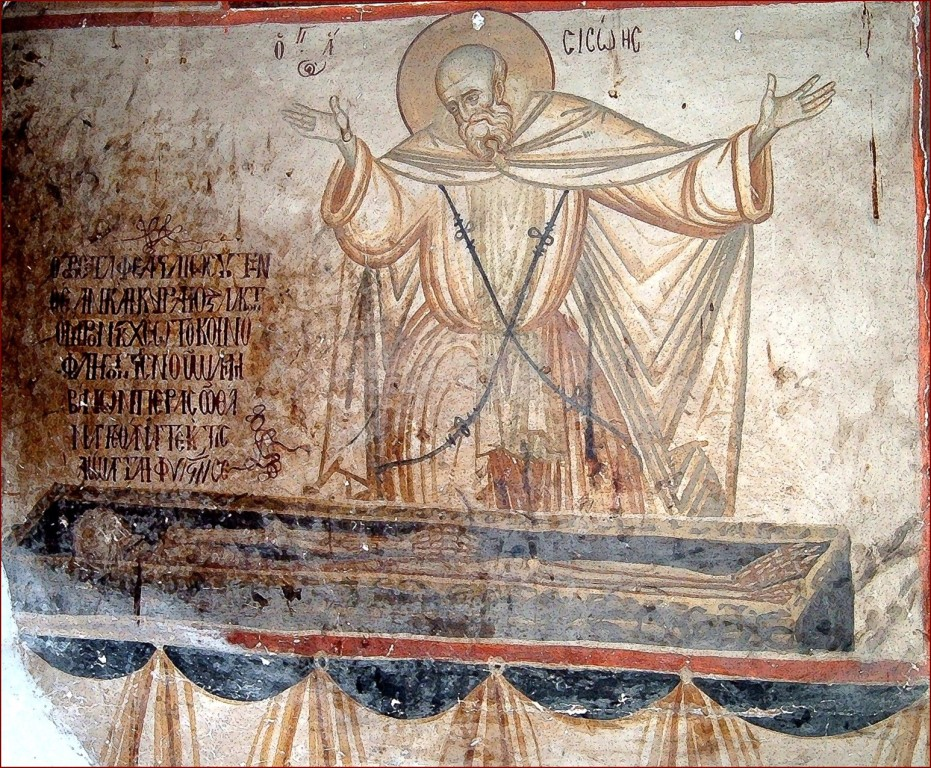
Fresko in der Kirche St. Johannes der Täufer in Kastoria

David Selenica oder Selenicasi war ein albanischer Maler des späten 17. und frühen 18. Jahrhunderts. Er gilt als einer der bekanntesten Meister der Ikonenmalerei im postbyzantinischen Albanien.

## Leben
David Selenica wurde Ende des 17. Jahrhunderts in Selenica, einem Dorf auf dem Gebiet der heutigen Gemeinde Kolonja in Albanien, geboren. Nach seinem Heimatort benannt, ist er auch bekannt als David von Selenica. Über die Herkunftsfamilie und Ausbildung des Künstlers ist kaum etwas bekannt.
Selenicas Tätigkeit ist für den Zeitraum zwischen 1715 und 1727 in Albanien und Griechenland belegt. 1715 malte er die Fresken in einer der Kirchen des Klosters Megisti Lavra, dem ersten auf dem Berg Athos erbauten Kloster.
Von 1722 bis 1726 schuf er gemeinsam mit seinen beiden Schülern Constantine und Christo die Wandbilder und Fresken in der 1721 erbauten St. Nikolauskirche (albanisch Kisha e Shën Kollit) in Voskopoja.
1727 malte er die Wandbilder und Fresken der Kirche St. Johannes der Täufer in Kastoria und der Marienkirche in Thessaloniki.
Im Gegensatz zu anderen Malern seiner Zeit verwendet Selenica helle Farben in seinen Gemälden und Ikonen.
Er kombinierte Elemente der byzantinischen Kunst aus der Epoche der Palaiologen und der venezianischen Schule.
Sein Werk beeinflusste auch zeitgenössische Maler wie Kostandin Shpataraku, die Brüder Kostandin und Athanas Zografi sowie andere Künstler aus dem frühen 19. Jahrhundert. Er gilt als Gründer einer speziellen Malschule in Korça.
David Selenica starb Mitte des 18. Jahrhunderts in der Nähe von Korça.

## Erhaltene Werke
Seine Werke werden im Ikonenpavillon des Historischen Nationalmuseums in der albanischen Hauptstadt Tirana sowie im Nationalen Museum für mittelalterliche Kunst in Korça ausgestellt.
Weitere Werke Selenicas befinden sich in mehreren Klöstern auf dem Berg Athos.
Sieben seiner Wandbilder sind in Voskopoja erhalten.